# William Billings
William Billings (* 7. Oktober 1746 in Boston; † 26. September 1800 ebenda) war ein US-amerikanischer Komponist von Chormusik.
Billings gehört zu den wenigen Komponisten seiner Zeit, die nicht aus Europa kamen, sondern in Nordamerika geboren waren. Sein ganzes Leben verbrachte er in Boston, zur Zeit der Amerikanischen Revolution.
Der Autodidakt widmete sich der Erneuerung des Kirchengesanges. Er wird daher als „Vater der amerikanischen Chormusik“ und des Kirchengesangs betrachtet. Er verfasste eine Anzahl von Kirchengesangbüchern, darunter The New England Psalm Singer, The Singing Master’s Assistant und The Psalm Singer’s Amusement.
Billings hatte ursprünglich das Handwerk des Gerbens erlernt, aber keine formale Ausbildung im Fach Musik erhalten. Dennoch gelang es ihm, einen musikalischen Stil zu schaffen, der als genuin amerikanisch gelten kann. Seine beliebteste Komposition war Chester, das bis zur Einführung des Star-Spangled Banner 1931 als inoffizielle Nationalhymne der Vereinigten Staaten galt.
„Er hatte [nur] ein Auge, einen deformierten Arm, und eine harsche Stimme; in einem Bein war er lahm; und er war süchtig nach Schnupftabak.“ Er war verheiratet, hatte sechs Kinder und starb in Armut. Sein Begräbnis wurde folgendermaßen in der Columbian Centinel angekündigt: „Died – Mr. William Billings, the celebrated music composer. His funeral will be tomorrow at 4 o'clock, PM from the house of Mrs. Amos Penniman, in Chamber-stree, West-Boston.“

## Rezeption
Billings Musik war in seiner Zeit recht beliebt, jedoch ging seine Bekanntheit nach seinem Tod stark zurück. Sein beruflicher Erfolg wurde zudem durch den primitiven Stand der Urheberrechts-Gesetzgebung in den Vereinigten Staaten (siehe: US-amerikanisches copyright law) zu seiner Zeit stark beeinträchtigt. Als die Gesetze später verschärft wurden, nützte dies Billings nicht mehr viel, da die beliebtesten seiner Lieder schon in verschiedenen Gesangbüchern veröffentlicht worden waren und damit bereits gemeinfrei waren.
Als der Musikgeschmack der Öffentlichkeit sich wandelte, ging Billings kommerzieller Erfolg als Komponist noch weiter zurück. Sein letztes Gesangbuch, The Continental Harmony, wurde als Projekt seiner Freunde veröffentlicht, die damit den respektierten, aber nicht länger populären Komponisten unterstützten. Auch seine vorübergehende Beschäftigung als Straßenfeger in Boston diente vermutlich einem ähnlichen Zweck.
Billings starb mit 53 Jahren in Armut, und seine Musik wurde danach für eine beträchtliche Zeit vom amerikanischen musikalischen Mainstream fast völlig ignoriert. Seine Kompositionen blieben jedoch für eine längere Zeit im ländlichen Neuengland beliebt, wo sich die jüngeren Trends in geistlicher Musik nicht durchsetzten. Darüber hinaus verbreiteten sich einige seiner Lieder im Süden und Westen der USA, wo sie in Shape-Notes-Gesangbüchern erschienen waren. Dadurch verwurzelten sie sich im ländlichen Bereich der Südstaaten und gingen in der Gesangstradition der Sacred Harp auf.
Im späteren 20. Jahrhundert fand eine Wiederbelebung von Billings Musik statt, und eine ausführliche wissenschaftliche Ausgabe seines Gesamtwerkes wurde veröffentlicht. Heute werden seine Werke von amerikanischen Chören wieder häufig gesungen, insbesondere von Gruppen, die sich auf Alte Musik spezialisiert haben. Darüber hinaus hat die wieder auflebende Beliebtheit der Sacred Harp mehr Menschen mit Billings’ Musik vertraut gemacht: Einige seiner Kompositionen gehören zu den häufiger gesungenen Werken des Sacred Harp Kanons.
Der moderne US-amerikanische Komponist William Schuman hat Chester, Billings’ Hymne aus der Amerikanischen Revolution, sowie zwei weitere Kirchenlieder von Billings in seiner Komposition New England Triptych verarbeitet.
William Billings wurde 1970 in die Songwriters Hall of Fame aufgenommen.